# Viktor Schwartz

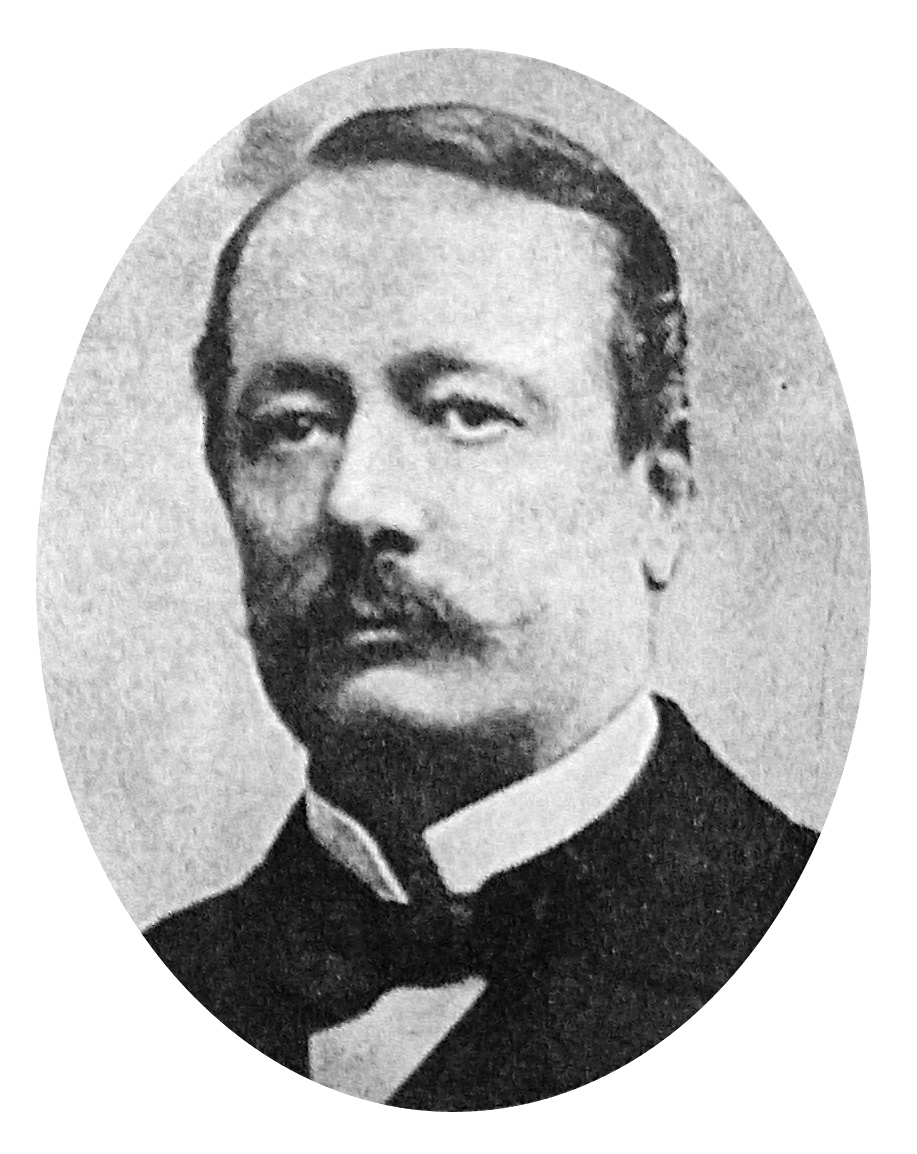
Viktor Schwartz

Viktor Schwartz, född den 1 mars 1843 i Stockholm, död den 25 april 1912 i Billesholm, var en svensk ingenjör och industriman. 
Avlagd ingenjörsexamen vid Teknologiska institutet 1863. Anställd vid Statens järnvägar till 1873. Disponent vid Utö grufbolag till 1880 och vid AB Öferums bruk 1879-1893. Från 1893 VD och chef för Vallåkra stenkolsaktiebolag som på denna tid ägde Billesholms stenkolsgruvor. Medverkade till att bilda Billesholm-Bjuvs AB 1895 och till den större sammanslutningen, som 1903 kom till stånd, då detta bolag förenades med Höganäsbolaget under namnet Höganäs-Billesholms AB.
Viktor Schwartz var son till Gustaf Magnus och Marie Sophie Schwartz samt bror till Eugen Schwartz.